# Cognac
Cognac là một dạng của rượu brandy sản xuất tại vùng Cognac của Pháp, được chưng cất từ loại rượu vang sản sinh trong tiến trình lên men nho quả, sau một thời gian ủ trong thùng gỗ sồi được đem ra đóng chai và bán khắp thế giới.

## Lịch sử
Cognac là tên một tỉnh lỵ của Pháp nằm trong 3 tỉnh lớn là Angousmois, Saintonage và Aunis. Con sông Charente chảy qua khu vực này đã hình thành nên một thương cảng sầm uất vào thế kỷ 17. Tại đây, trong những năm tháng làm ăn thua lỗ của một thương gia Hà Lan gốc Đức tên là Den Helkenwijk, người chuyên buôn rượu chát từ Pháp sang Hà Lan, ông ta đã sáng tạo ra cách chưng cất cách thủy rượu vang chát, hình thành nên một loại rượu mạnh hơn về nồng độ có thể tích ít hơn và vì vậy, giảm bớt chi phí cho vận chuyển. Loại rượu chưng này, tiếng Hà Lan gọi là brandewijin (burned-wine, rượu đã cháy), sau này thịnh hành hơn với tên gọi brandy.

## Đặc điểm

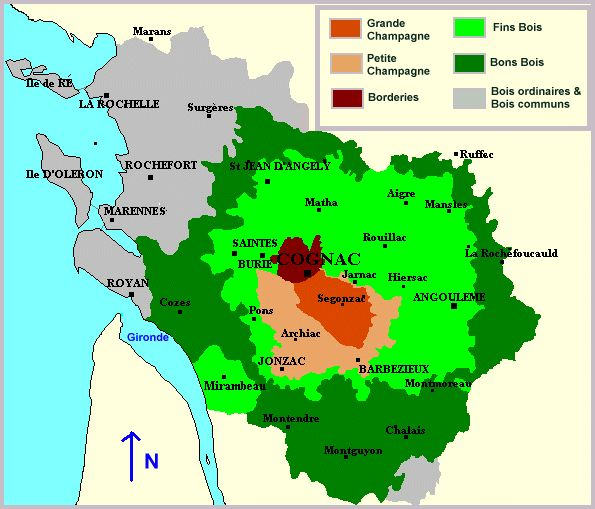
Bản đồ vùng sản xuất Cognac

Rượu brandy, sau khi chưng cất hai lần có màu trắng trong và vị cay do nồng độ rượu rất cao, thường trên 40 độ cồn. Người dân vùng Cognac cất loại rượu đã chưng này trong các thùng tônô (tonneaux) dung tích 350 lít, được đóng bằng loại gỗ sồi đặc biệt mọc ở cánh rừng Limousin hướng Bắc trên núi vùng Cognac. Những cây phải có độ tuổi trên 100 năm mới được hạ xuống đóng thùng. Những cây non hơn cho chất lượng rượu không đảm bảo. Thợ đóng thùng cưa gỗ cây thành những tấm hình chữ nhật, phơi trong bóng râm sau 3 năm mới đóng thành thùng bán cho các lò rượu. Thứ gỗ của cây sồi này có thớ mịn, không thấm nước và chứa nhiều chất tannin, chính chất này tạo nên hương vị và màu sắc của rượu Cognac đặc biệt, không lẫn với các loại rượu khác trên thế giới.
Sau khi cho rượu vào thùng, thùng rượu được đánh số thứ tự và năm đưa rượu vào, sau đó được chuyển xuống các hầm chứa (chais). Hầm càng sâu càng tốt, vì khi đó, hầm chứa ít oxy không làm rượu bị chua. Sau một niên hạn khá dài, rượu sẽ được đưa ra khỏi thùng đóng vào chai. Căn cứ vào số năm đã ghi trên vỏ thùng khi đưa rượu vào so sánh với năm lấy rượu ra, các hãng sẽ ghi tuổi rượu trên nhãn mác của sản phẩm bán ra thị trường.

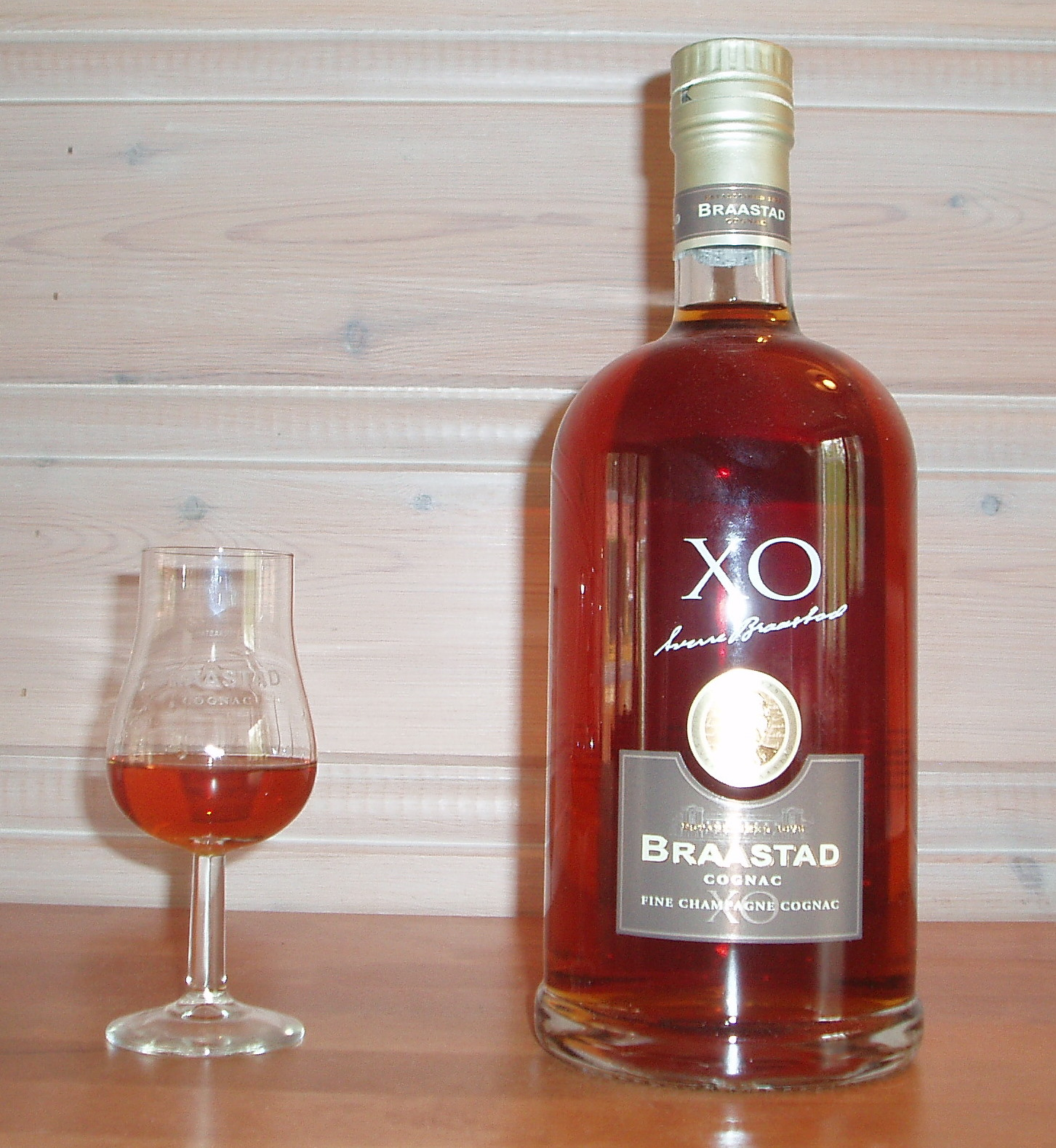
Chai và ly rượu Cognac

Quá trình tác động của các chất có trong vỏ gỗ sồi của thùng vào rượu xảy ra ngay từ những ngày đầu rượu được đưa vào thùng chứa. 5 năm đầu chất tannin của gỗ sẽ tác động mạnh với acid có trong rượu và tiến trình này giảm dần theo thời gian. 5 năm tiếp theo cho rượu từ màu vàng nhạt chuyển thành màu nâu sẫm hổ phách. Quá trình này cũng làm lượng rượu bị suy hao dần từ 3 đến 4% trọng lượng thể tích. Phần rượu bị suy hao này, theo các chủ lò rượu là "phần của các thiên thần" (à la part des anges). Càng để lâu, lượng rượu suy hao càng lớn nên niên hạn của rượu cũng vẫn được khống chế trong một thời lượng nhất định không thể để quá lâu. Theo các chuyên gia về rượu, những chai "trấn sơn chi bảo" của các hãng rượu Cognac lừng danh, có thể lên tới trên dưới 50 năm tuổi thọ nhưng hầu hết là do họ lấy rượu để trong các thùng gỗ sồi khoảng 10 năm đóng vô chai và tiếp tục để dưới hầm rượu thêm nhiều chục năm sau.

## Một số ký hiệu của rượu

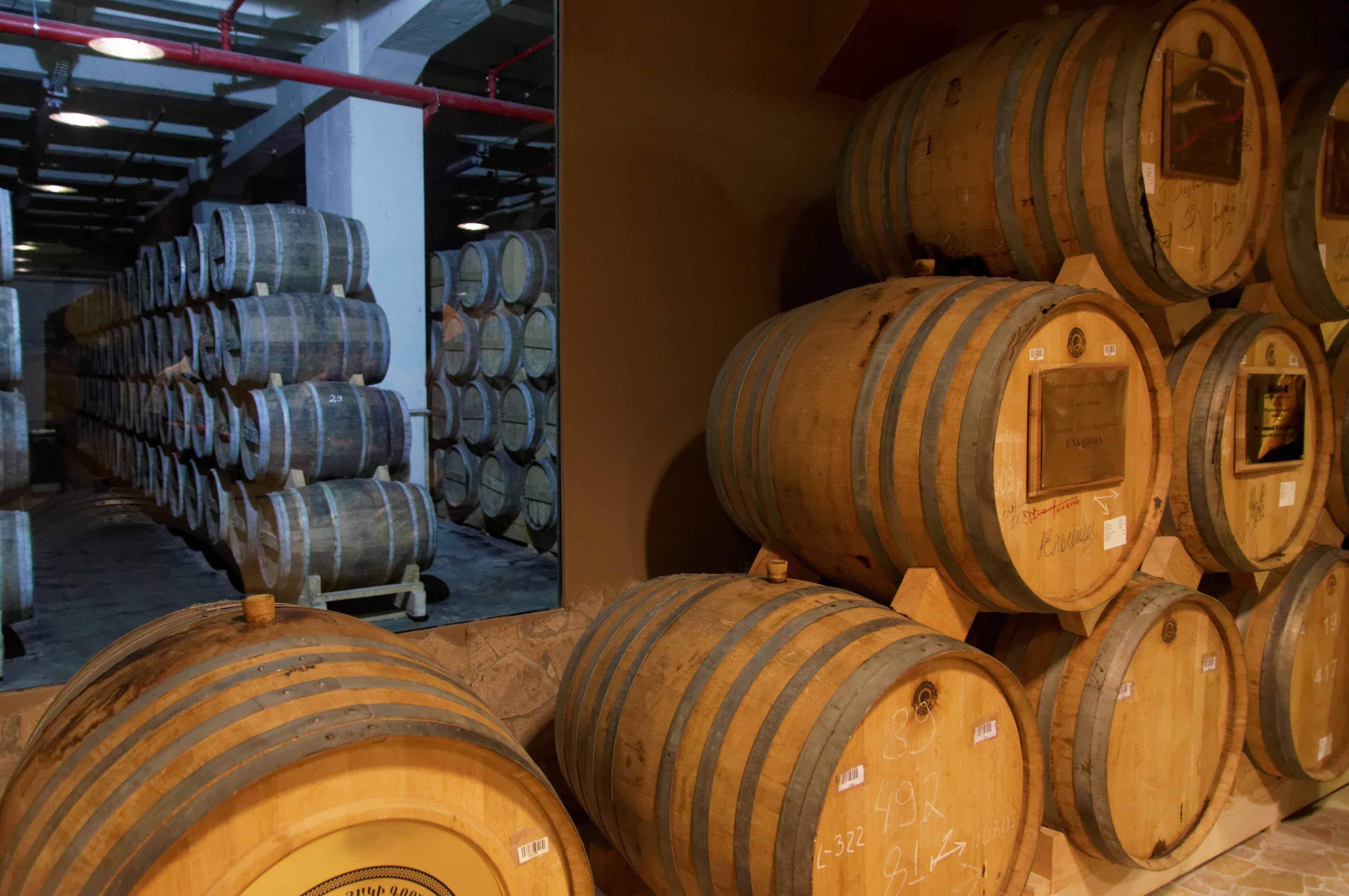
Thùng gỗ chứa rượu

- 3 Stars (3 sao, tương đương với V.S.-Very Special): Loại rượu tương đối trẻ tuổi, từ 3 đến 5 năm. Giá rẻ, được tiêu thụ nhiều.
- V.S.O.P. (Very Superior Old Pale): Tuổi từ 7 đến 10 năm. Màu vàng nhạt. Đắt vừa phải nên khá phổ dụng trong cả giới bình dân và quý tộc.
- Napoléon: Tuổi trên 10 năm. Napoléon không liên quan gì đến hoàng đế Napoléon của Pháp, mà chỉ mang nghĩa là "Hoàng đế của các lò rượu".
- Cordon Blue, Anniversary, Reserve Prince Hubert: tương tự Napoléon.
- X.O. (Extra Old): Khá đắt, tuổi thường trên 20 năm, chất lượng cao.
- Extra, Extra Veille hay Grande Reserve: loại đặc biệt hiếm quý. Tuổi từ 45 năm trở lên.

Theo quy định của hệ thống kiểm soát chất lượng vùng cognac loại brandy tại vùng này phải được ngâm ủ ít nhất là 3 năm trong thùng gỗ sồi mới được gọi là cognac và chỉ xuất khẩu loại ngâm ủ từ 5 năm trở lên mà thôi. Những hãng cognac tên tuổi thường vượt quá những yêu cầu này để tạo tên tuổi cho hãng.

## Một số nhãn hiệu nổi danh

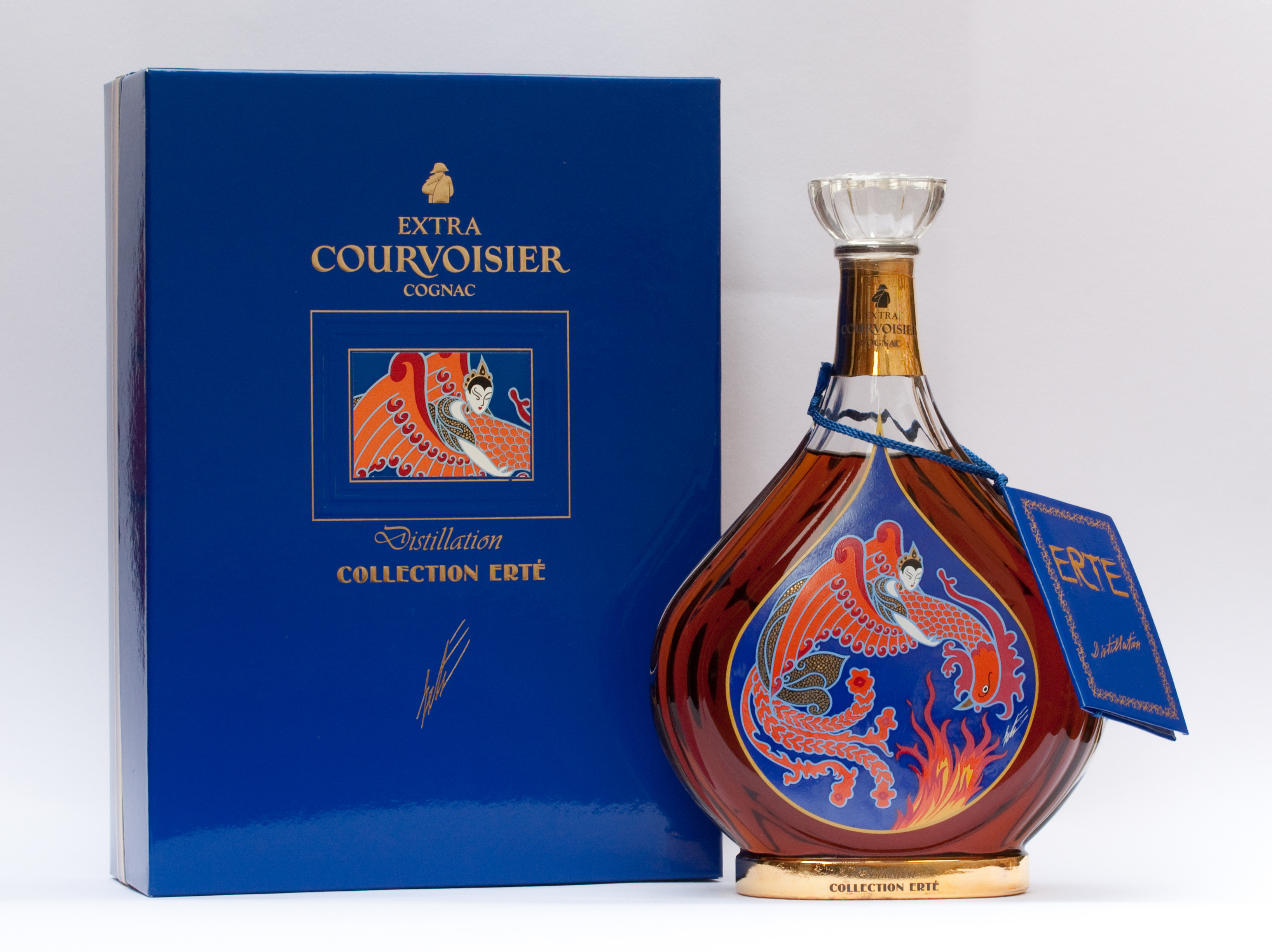
Cognac Courvoisier Extra 1990

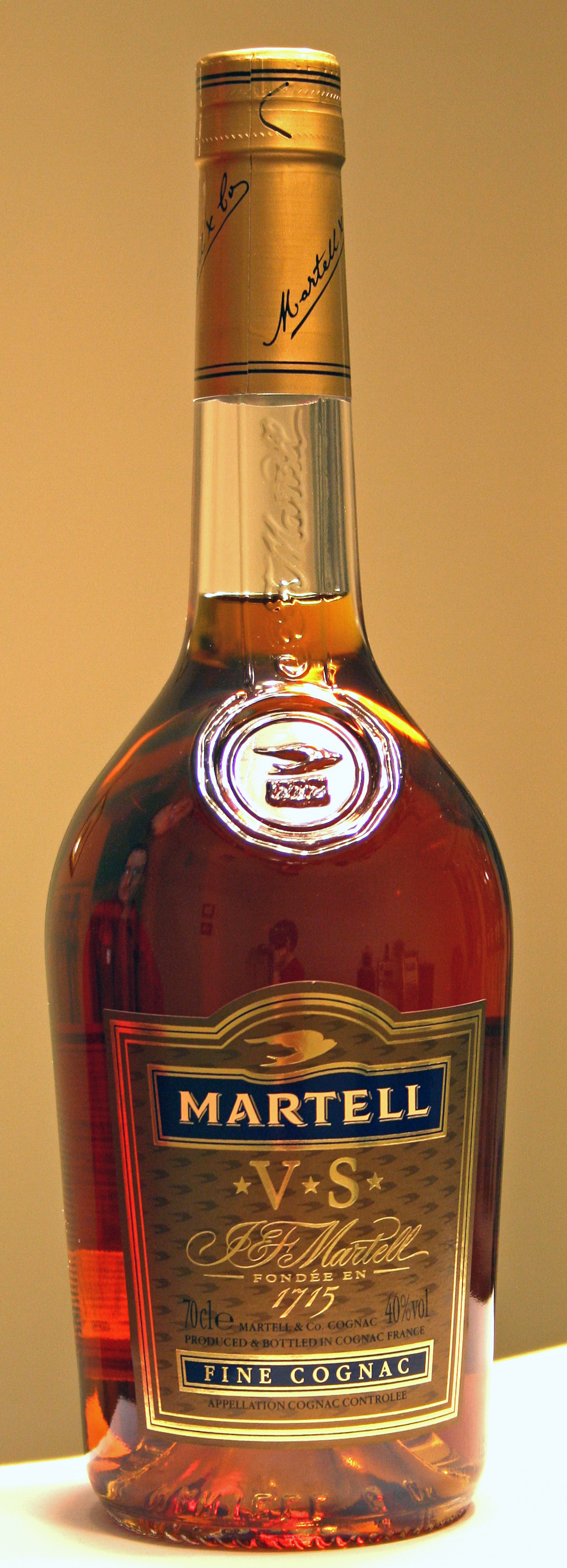
Martell 3 sao

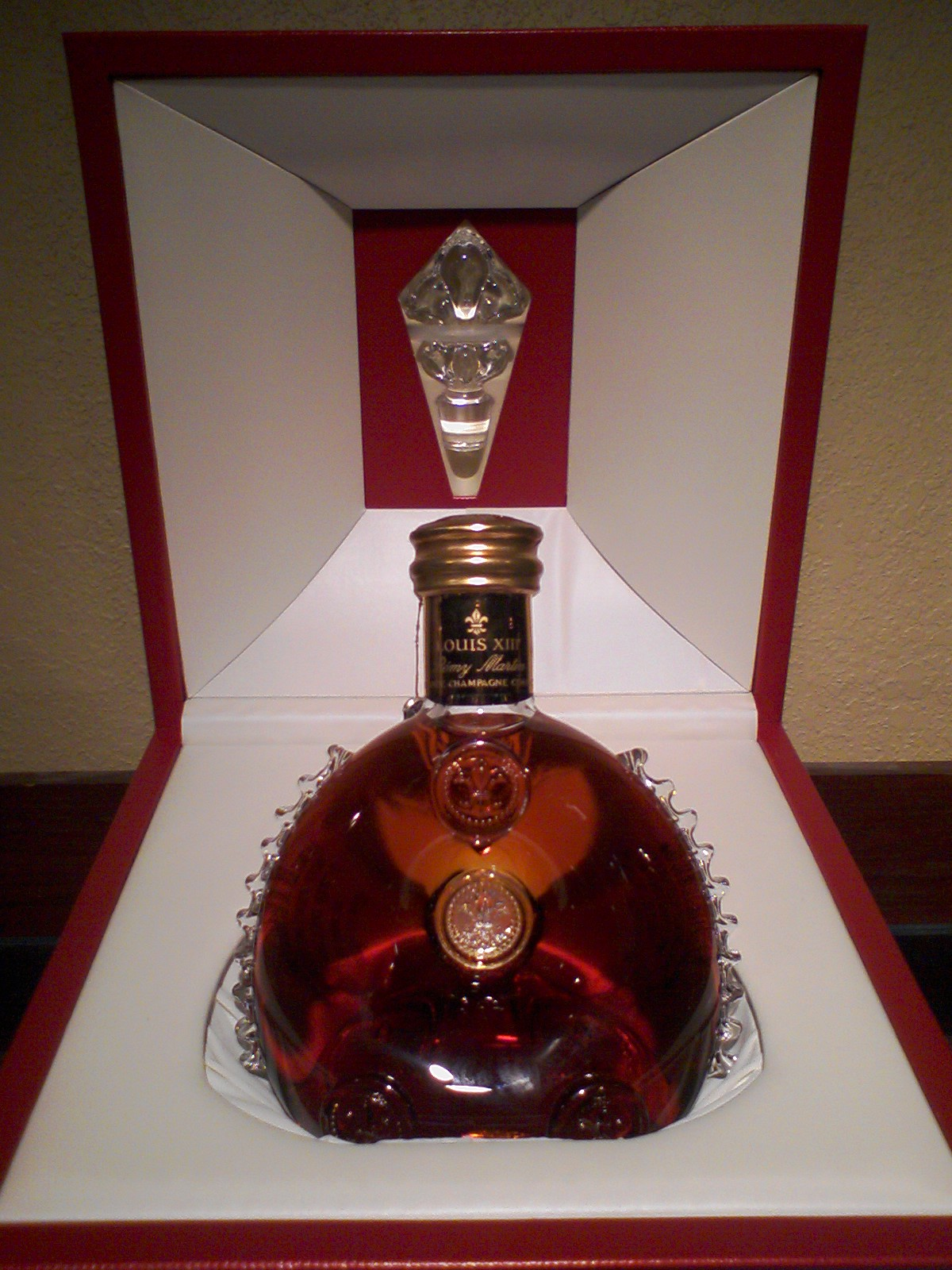
Rémy Martin Louis XIII

- Bisquit Dubouche: thành lập năm 1819 tại Janac, một trong tứ trụ của làng rượu Cognac. Hãng có các loại rượu: 3 Stars, V.S., V.S.O.P., Napoléon Fine Champagne, Extra Vieille.
- Camus: thành lập năm 1863 với tên Grande Marque, đến 1930 đổi thành Camus. Các loại rượu: 3 Stars, V.S., V.S.O.P., Napoléon, Hors d'Age và Reserve Extra Vieille (hiếm quý), Chateau D'uffaut Grande Fine Cognac, Chateau Plessis Extra Fine (nổi tiếng, đặc biệt hiếm gặp, nhiều người chỉ được nghe chứ chưa bao giờ nhìn thấy).
- Courvoisier: thành lập năm 1899, là hãng duy nhất trong những hãng ở đây không trực tiếp sản xuất rượu, chỉ mua lại các hầm rượu của các hãng khác về pha chế theo bí quyết riêng để tạo ra các loại rượu khác nhau bán ra thị trường. Nổi tiếng với nhãn hiệu Johnnie Walker[cần dẫn nguồn], một nhãn hiệu khá bình dân và được tiêu thụ mạnh. Ngoài ra hãng còn sản xuất các loại 3 Stars, V.S.O.P., Napoléon, Extra Vieille.
- Delamain: Thành lập năm 1759. Năm 1824 đổi tên thành Roullet & Delamain. Các loại rượu có 3 Stars, Liquid Gold, V.S.O.P., Long Drink, Pale and Dry Grande Delamain (30 tuổi), Vesper Très Vieille, Très Vieux Cognac de Grande Delamain (cực hiếm).
- Hennessy: một trong tứ trụ của làng Cognac, ra đời năm 1865, sử dụng biểu tượng cánh tay vung rìu sắt. Có các loại rượu: Bras Arme, V.S.O.P., Bras d'Or, X.O., Extra.
- Martell: thành lập năm 1715, cha truyền con nối. Có các loại rượu: Dry Pale, V.S. (tương đương 3 Stars), Medaillon V.S.O.P., Cordon Blue, Cordon d'Argent (tuổi khoảng 35), Extra Vieille Martell (tuổi 45 trở lên).
- Otard: thành lập năm 1795, có các loại rượu: Stars, V.S., Baron Otard V.S.O.P. Fine Cognac, Prince de Cognac (tuổi trên 25 năm), Charles X (cực hiếm).
- Polignac-Unioop: thành lập năm 1925, chủ yếu bán cho giới bình dân. Hãng có các loại: 3 Stars, V.S. (tương đương Courone), V.S.O.P. Fine Cognac, Dynaste Grande Fine Cognac (rất hiếm).
- Rémy Martin: một trong tứ trụ làng Cognac và là hãng rượu lâu đời nhất, thành lập năm 1724. Hãng không sản xuất dòng tương đương 3 Stars mà chỉ có các loại rượu V.S.O.P. (5 tuổi trở lên), Lancet d'Or, Grande Reserve, Vieille Reserve, Age Inconnu, Lancet d'Or Grande Cognac, Louis XIII Grande Cognac (tuổi khoảng 25 năm).
- Armagnac: Là một vùng núi cao cách Charete hơn 100 km. Ở đây sản sinh loại rượu không gọi bằng tên Cognac mà mang tên quê hương của nó là Armagnac. Đặc tính của rượu Armagnac do loại cây sồi ở đây tạo ra, gỗ sồi màu đen hơn khiến rượu để ít năm hơn Cognac vẫn cho màu sắc và hương vị như rượu vùng Cognac lâu năm. Danh hạng rượu Armagnac gồm: Marquic de Montesquio, Lafontan, Malliac, J. Gauvin, Iles des Ducs, Larressingle, Kressmann, Domains Boingneres, San Gil, Condom, Pacherene.

## Thưởng thức rượu

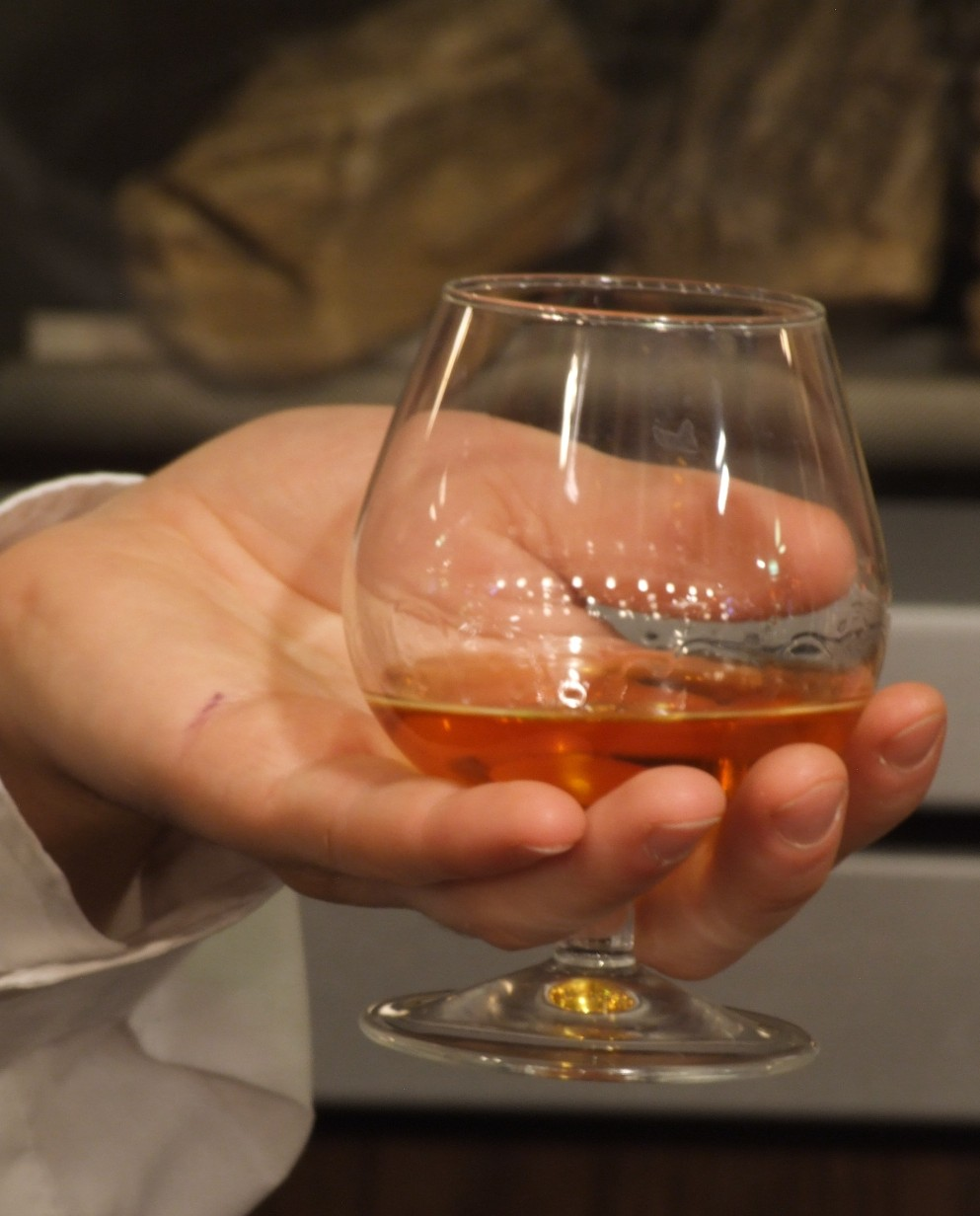
Thưởng thức ly rượu Martell

Do đặc tính của rượu, rượu Cognac thường được thưởng thức bằng các ly có hình quả táo. Loại ly này, thân bầu nhưng miệng nhỏ, giúp cho hương vị tinh tế của rượu được lưu giữ tốt hơn và tôn được màu sắc cũng như độ trong của rượu. Lượng rượu rót ra trên các ly loại to thường ít một, đủ để chiếc ly khi đặt nằm trên mặt bàn cũng không sánh rượu ra ngoài. Khi cầm ly nên dùng lòng bàn tay ôm dưới mặt đáy của ly, sức nóng từ cơ thể con người truyền sang giúp cho hương thơm của rượu nổi bật hơn. Khi đưa ly lên mũi sẽ cảm nhận được mùi ban đầu. Khi hơi lắc nhẹ ly sẽ cảm nhận được độ sánh, độ trong của rượu và hương thơm trở nên mạnh mẽ hơn. Khi chạm lưỡi vào rượu, từng chút một, người thưởng rượu sẽ cảm nhận được toàn diện cái ngon của sự kết hợp hương thơm đậm đà và vị rượu đặc biệt, độc nhất vô nhị, không lẫn với các loại rượu khác trên thế giới. Rượu Cognac, ngoài cách uống nguyên chất như trên, còn có thể được pha trộn với các loại nước có gaz hay tonic để làm các loại nước giải khát hoặc khai vị với những hương vị đặc biệt.
Tuy nhiên, người ta thường uống rượu Cognac nguyên chất. Một số loại cocktail cũng có sử dụng Cognac như rượu nền trong thành phần pha chế, nhưng đó là một sự phí phạm không cần thiết, có thể thay thế bằng brandy loại rẻ tiền hơn.